# Lemurië

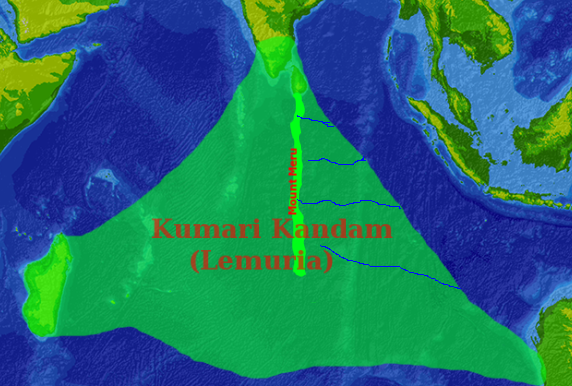
Kaart van het legendarische koninkrijk Kumari Kandam, dat vaak met Lemurië wordt vergeleken en volgens Blavatsky als het oude Lanka een deel van Lemurië was.

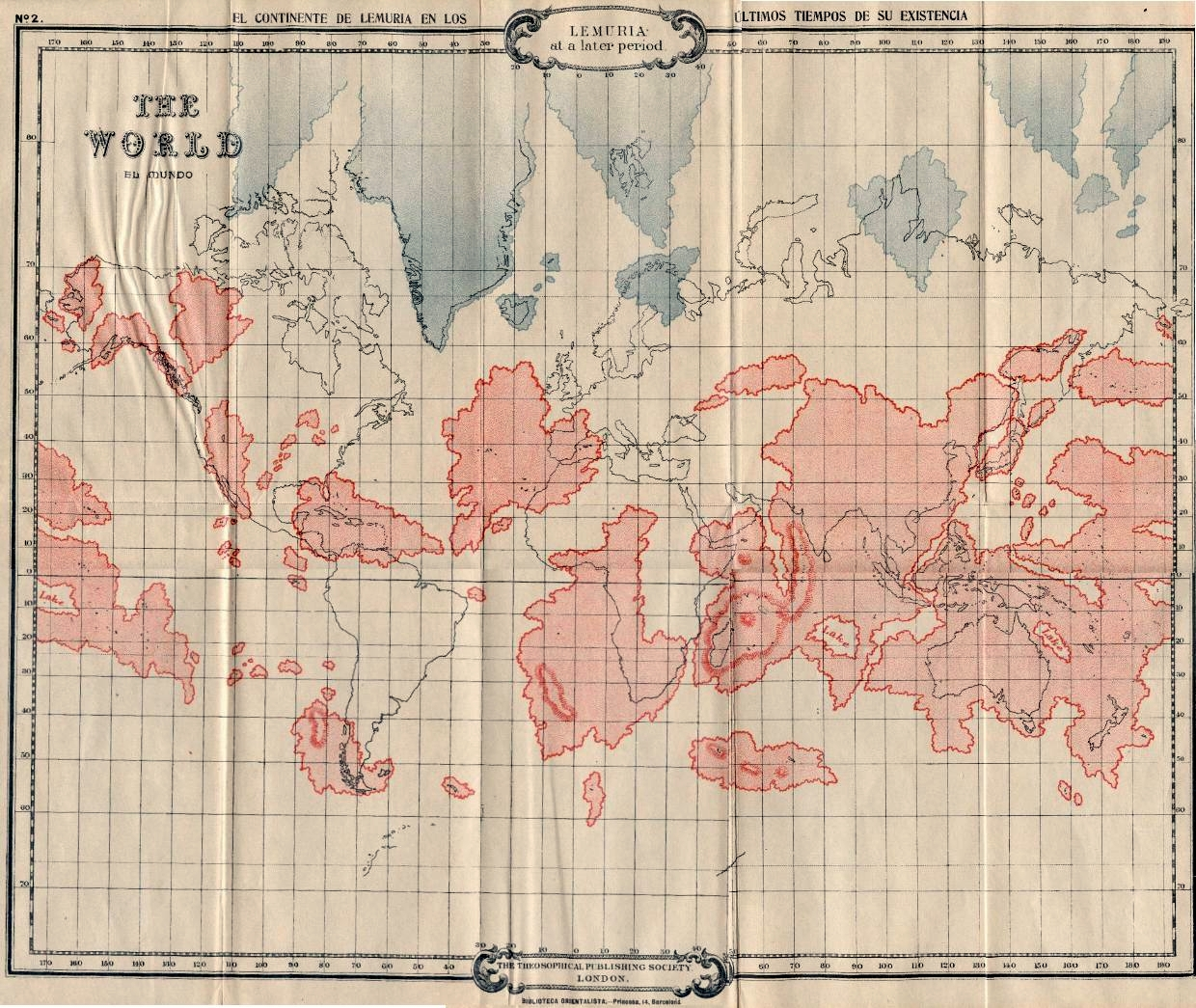
Kaart van Lemurië 'in een latere periode', nadat het zijn grootste omvang had, volgens William Scott-Elliot, 1896

De theorie van de platentektoniek: de randen van de tektonische platen op Aarde

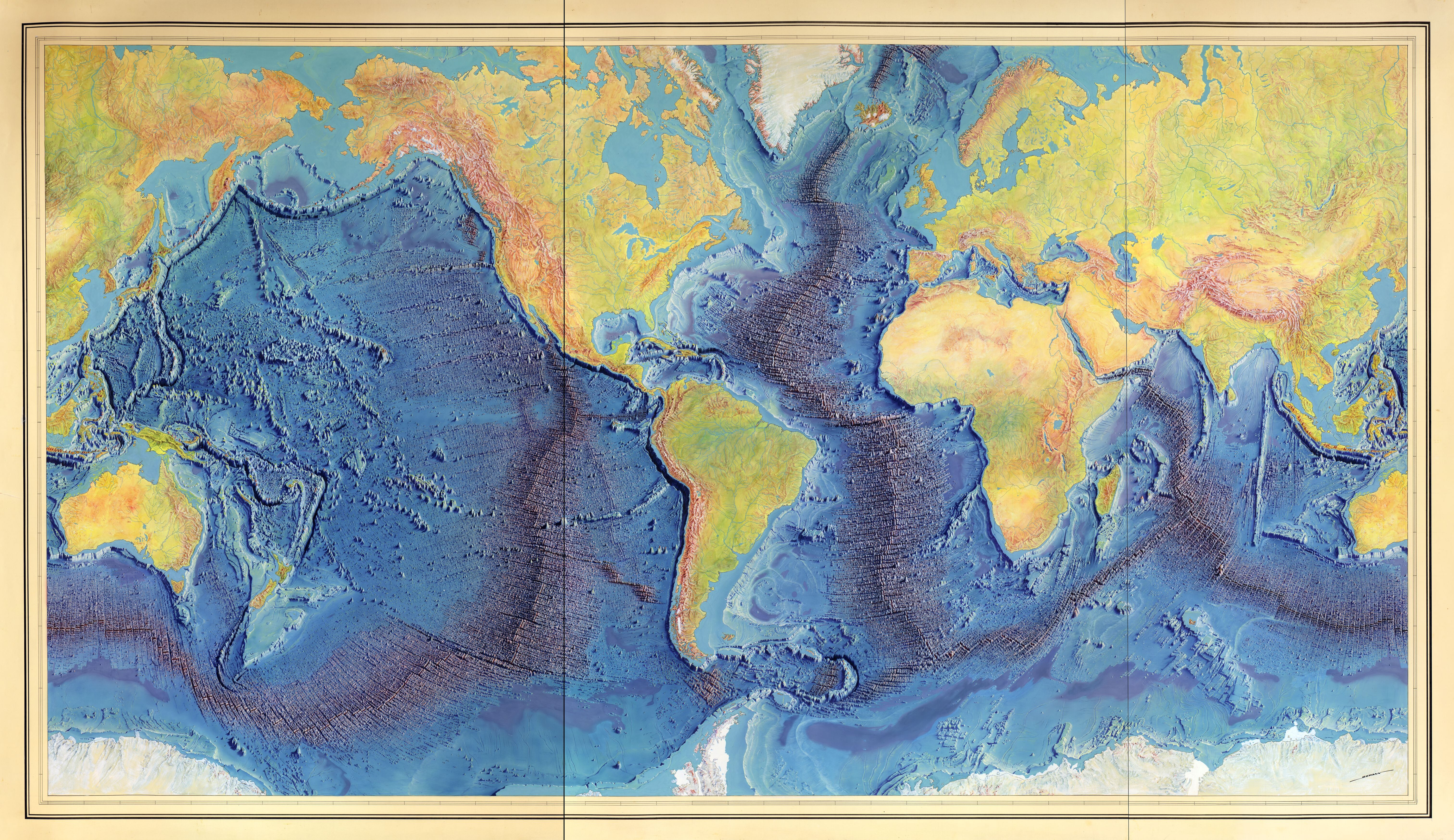
Kaart van Marie Tharp en Bruce Heezen, geschilderd door Heinrich C. Berann (1977), met daarop het reliëf van de oceaanbodem met het systeem van mid-oceanische ruggen.

Lemurië is een fictief of een hypothetisch verloren land of continent, dat zich volgens uiteenlopende verhalen zou hebben bevonden in de Indische Oceaan of in de Grote Oceaan. Het concept van Lemurië dateert uit de 19e eeuw, en komt voort uit pogingen van geleerden uit die tijd om onder andere de grote biogeografische overeenkomsten tussen India en Madagaskar te verklaren.
De zoöloog Philip Lutley Sclater wordt vaak gezien als de eerste die met de hypothese over Lemurië kwam. Hij deed onderzoek naar zoogdieren, waaronder de Lemuren, in de Indische Oceaan en omliggende landen. Wat hem verbaasde was dat hij fossielen van dezelfde dieren vond in India en Madagaskar, maar niet in Afrika en het Midden-Oosten. Dit was voor hem het bewijs dat Madagaskar en India mogelijk ooit deel uitmaakten van een gezamenlijk continent. Deze theorie was voor die tijd niet ongebruikelijk. Ook Étienne Geoffroy Saint-Hilaire kwam al met een hypothese over een verloren continent in de Indische Oceaan, maar gaf dit geen naam.
Later gaf Alfred Wegener echter met de 'theorie van de continentverschuiving' een afdoende verklaring voor de fossielen van dezelfde dieren in India en Madagaskar. De theorie van de continentverschuiving hangt samen met de theorie van platentektoniek.
Het bestaan van Lemurië, evenals dat van andere verloren continenten zoals Mu of andere verzonken legendarische landen, zoals Kumari Kandam, wordt vandaag de dag voor onmogelijk gehouden door hedendaagse kennis van de platentektoniek. Hoewel er verzonken continenten bestaan zoals het Kerguelenplateau, is er geen enkel bewijs voor het bestaan van een dergelijk verzonken continent in de Indische of Grote Oceaan. Lemurië wordt tegenwoordig door wetenschappers afgedaan als een verzinsel.

## Citaten uit de 19e eeuw
Het schijnt dat het gebied op het aardoppervlak waar de evolutie van deze oorspronkelijke mensen uit de nauw verwante smalneusapen plaatsvond, moet worden gezocht in Zuid-Azië of in Oost-Afrika of in Lemurië. Lemurië is een oud continent dat nu in de wateren van de Indische Oceaan is verzonken en dat ten zuiden van het huidige Azië lag en zich uitstrekte, enerzijds in oostelijke richting tot Boven-India en de Soenda-eilanden, en anderzijds naar het westen tot Madagascar en Afrika.' en 'Er is veel overeenkomst tussen deze laatsten [Australiërs en Papoea's] en de oorspronkelijke bewoners van Polynesië, die Australische eilandenwereld die eens een reusachtig en doorlopend continent schijnt te zijn geweest.
— Ernst Haeckel, The Pedigree of Man, 1874

De geschiedenis van de ontwikkeling van de aarde toont aan dat de verdeling van land en water op het oppervlak van onze planeet continu onderhevig is aan verandering. Als gevolg van geologische veranderingen in de aardkorst vinden er overal ter wereld bewegingen plaats waardoor de aardkorst ter plaatse daalt of stijgt. (..) Hele continenten of eilanden zijn onder de golven verdwenen en nieuwe zijn uit de zeebodem opgestoten. (..) De Middellandse Zee is ooit een binnenzee geweest, toen er ter hoogte van de huidige Straat van Gibraltar nog een landbrug tussen Afrika en Spanje bestond (..) Engeland [was] afwisselend verbonden met, of gescheiden van het Europese continent. Ja, zelfs Europa en Noord-Amerika zijn ooit met elkaar verbonden geweest. (..) De Indische Oceaan was ooit een continent dat zich vanaf de Soenda-eilanden langs de zuidkust van Azië uitstrekte tot de oostkust van Afrika. (..) Het westelijke deel [van de huidige Maleisische archipel ], de Indo-Maleisische archipel (..) was vroeger door Malakka verbonden met het Aziatische vasteland en vermoedelijk ook met het zojuist genoemde Lemurië. (..) het oostelijke deel, de Austro-Maleisische archipel [was] ooit rechtstreeks verbonden met Australië. (..) Het is (..) niet overdreven te stellen dat de contouren van de continenten en eilanden op aarde in haar hele bestaansgeschiedenis nog geen uur of zelfs maar een minuut gelijk zijn gebleven. (..) Niets kan een grotere dwaling zijn dan de gedachte dat de continenten altijd hun huidige contouren hebben gehad en zullen behouden, zoals onze schoolkinderen in deze tijd nog altijd wordt ingeprent, door onjuist geografisch lesmateriaal waarvoor geen geologische basis bestaat.
— Ernst Haeckel, Natürliche Schöpfungsgeschichte, Engelse uitgave The History of Creation (1867), p.360-362,

Het is thans evident dat Ceylon en Zuid-India tijdens een groot gedeelte van de tertiaire periode in het noorden grensden aan een uitgestrekte zee en vermoedelijk deel uitmaakten van een immens eiland of Zuidelijk Continent.
— Alfred Russel Wallace, Geographical Distribution, Deel I, p.328-329

Andrew Murray, Searles, V. Wood jr en professor Huxley (..) veronderstellen dat er in het Mioceen een continent moet hebben bestaan dat een deel van de Indische Oceaan besloeg. (..) Zo leveren de paleontologie, de fysische geografie en de geologie, geheel in overeenstemming met de vastgestelde spreiding van levende dieren en planten, ieder op zich aanwijzingen voor een vroegere verbinding tussen Afrika en India, waarvan ook de tropische eilanden in de Indische Oceaan deel uitmaakten. Het ziet ernaar uit dat dit Indo-Oceanische land vanaf ten minste het vroege Perm moet hebben bestaan, waarschijnlijk (zoals professor Huxley heeft uiteengezet) tot tegen het einde van het Mioceen, en dat Afrika en het schiereiland India de nog bestaande resten van dit verdwenen gebied zijn. (..) In het Paleozoïcum moet de landmassa verbonden zijn geweest met Australië, en in het Tertiair met Maleisië (..) Samengevat: (..) In het Perm zijn India, zuidelijk Afrika en Australië door een Indo-Oceanisch continent met elkaar verbonden geweest. De verbinding tussen India en Afrika bleef - met slechts een korte onderbreking - tot aan het eind van het Mioceen bestaan. In het laatste deel van deze periode was dit land ook verbonden met Maleisië.
— H.F.Blandford, On the age and correlations of the Plant-bearing series of India and the former existence of an Indo-Oceanic Continent, in: Quarterly Journal of the Geological Society, deel XXXI, p.534-540

Er is echter een aantal omstandigheden (met name chorologische feiten) die het vermoeden wettigen dat de ware bakermat van de mens [niet Afrika, maar] een continent is geweest dat nu onder de golven van de Indische Oceaan is gelegen.
— Ernst Haeckel, Natürliche Schöpfungsgeschichte, Deel II, p.325-326

## Theosofie

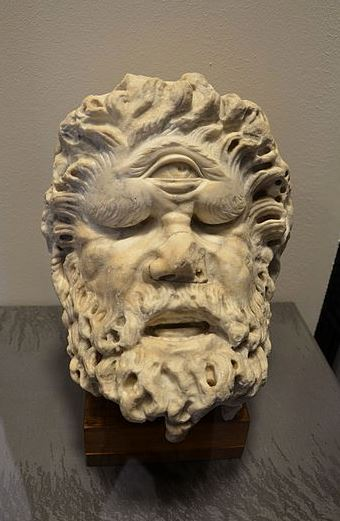
Hoofd van een Cycloop, 1e eeuw n. Chr., uit het Colosseum in Rome

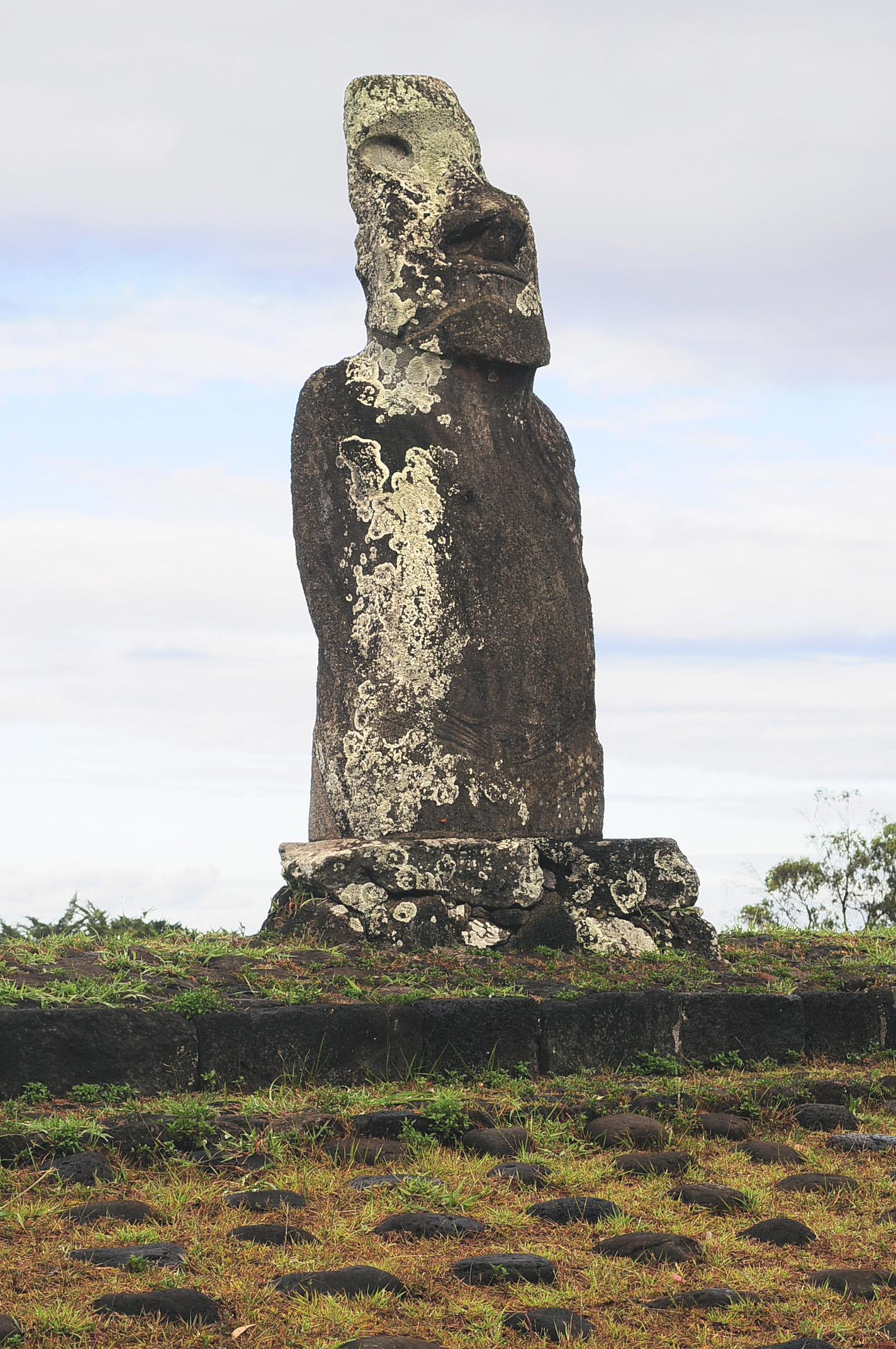
Ahu Huri A Urenga, de enige moai op Paaseiland met vier handen. Volgens Blavatsky hadden de Lemuriërs ooit vier armen en was Paaseiland een overblijfsel van het verzonken continent Lemurië.

Het concept van Lemurië is in de loop der jaren door veel schrijvers gebruikt als inspiratiebron.

### Blavatsky
Lemurië speelt soms een grote rol in het occultisme. Dit komt voornamelijk door de werken van Helena Blavatsky, die in de jaren 80 van de 19e eeuw beweerde een versie van de Stanza's van Dzyan te hebben gezien die ouder zou zijn dan het mythische Atlantis.

#### De Geheime Leer
In de complexe kosmogonie (wereldwording) en antropogenese (menswording) van De Geheime Leer (1888), die uitgaat van zeven oerrassen (wortelrassen), omschreef Blavatsky Lemurië als het thuisland van het derde oerras, de Lemuriërs. Het was het eerste echt stoffelijke mensenras. Het hermafrodiete ras scheidde zich in geslachten, werd door 'stralende geesten' bezield en was verantwoordelijk voor de 'bestialiteit', de gemeenschap tussen (de nog onbezielde) mens en dier, die later zou leiden tot het ras van de mensapen. De 'goddelijke mensen', die eerst van nature wijs waren en in het bezit van het 'oog van wijsheid', verloren geleidelijk het 'contact tussen het hemelse en aardse'. Het derde oog, op het achterhoofd, werkte toen niet meer, trad terug, 'verschrompelde' en versteende. De pijnappelklier zou er het bewijs van zijn. De 'drie-ogige' Lemuriërs en vroege Atlantiërs zouden het prototype van de 'een-ogige' Cyclopen worden. Hun bouwkunst met enorme stenen staat bekend als 'Cyclopisch'. In het begin zouden de Lemuriërs bovendien vier armen hebben gehad. Ze werden de prototypen van de vierarmige hindoegoden.
Deze leer impliceert dat de mens tijdgenoot was van de 'reuzendieren' (dinosauriërs). Dat zou het bestaan van legenden over (vliegende) 'draken' verklaren. Quetzalcoatl, de 'gevederde slang', werd door de indianen van Midden-Amerika vereerd en er is zelfs een pterodactylus naar deze god vernoemd: de Quetzalcoatlus.

'Vervolgens lezen we (..) over reusachtige vliegende hagedissen, Pterodactyli, met krokodillekaken aan een eendekop, enz. Deze bestonden alle tegelijk met de mens, vielen hem hoogstwaarschijnlijk aan, evenals de mens hen aanviel; en dan vraagt men ons te geloven dat de mens - tenzij hij zelf een kolossale reus was - in de Natuur omringd door zulke monsterlijke wezens, kon blijven bestaan, terwijl al zijn vijanden zijn omgekomen? Kon hij met zijn stenen bijl een Sivatherium of een reusachtige vliegende sauriër overwinnen? Laten we altijd in gedachten houden dat ten minste één groot geleerde, De Quatrefages, geen houdbare wetenschappelijke redenen ziet waarom de mens niet de 'tijdgenoot van de eerste zoogdieren zou zijn geweest en in oorsprong zelfs zou teruggaan tot het Secundair '(The Human Species, 1879, p.152)
— Blavatsky, De Geheime Leer

#### Voortbrenging

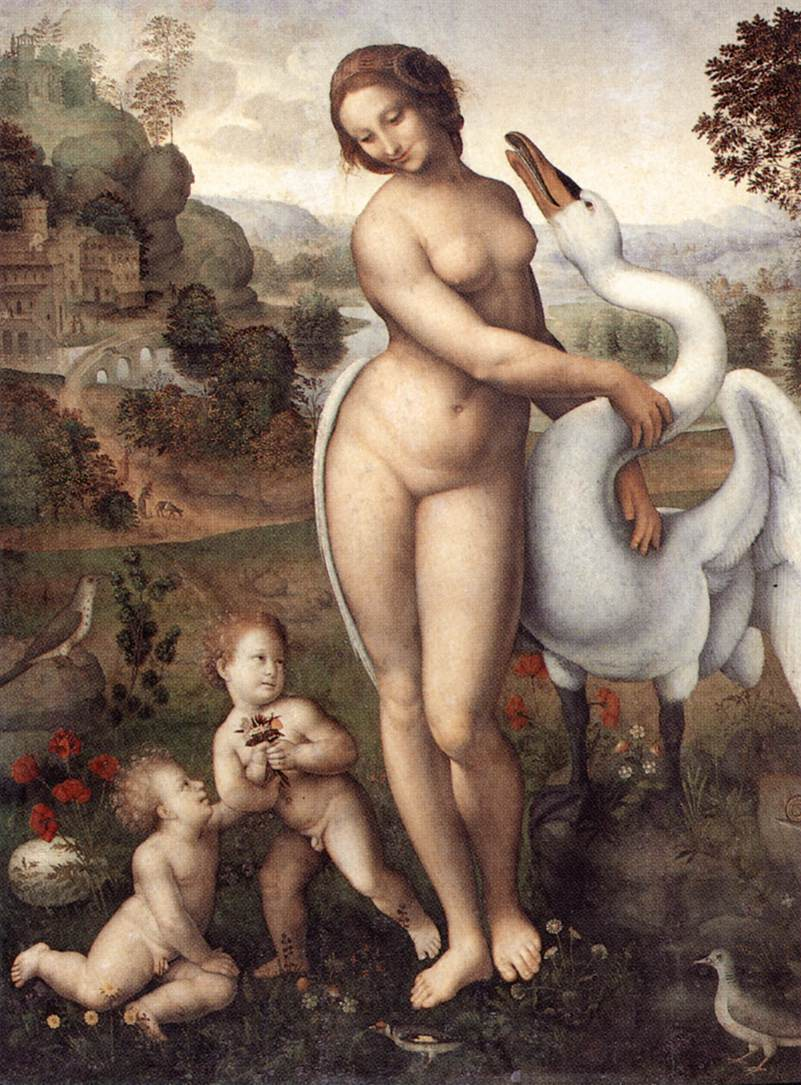
"Leda en de zwaan" door Leonardo da Vinci, met de 'eigeborenen' Castor en Pollux, met het ei links.

De mensheid zou zich pas zijn gaan voortplanten op de huidige manier na de 'scheiding in geslachten'. Daarvoor waren de mensen hermafrodiet of androgyn en was er sprake van 'dubbelgeslachtelijke voortbrenging' en 'eigeborenen'. Castor en Pollux, die volgens de Griekse mythe uit het ei van Leda werden geboren, zijn 'een toespeling op het 'ei-geboren' derde Ras'.
Deze fase werd weer voorafgegaan door 'zweetgeborenen' (het tweede en vroege derde Ras), die door 'knopvorming' (ongeslachtelijke voortplanting) ter wereld kwamen.
De geschiedenis van de zweetgeborenen komt in de Vishnu Purâna voor, als de mythe, waarin de wijze en kuise yogi Kandu, verleid wordt door de apsaras (nimf) Pramlochâ, die door Indra gestuurd was om Kandu's boetedoening te verstoren. Kandu brengt '907 jaar, zes maanden en drie dagen' met Pramlochâ door, waarna hij haar vervloekt en zij wegvlucht ' terwijl ze het zweet van haar lichaam veegt met de bladeren van de bomen, als ze door de lucht snelt.' Haar kind kwam als zweetdruppels tevoorschijn uit de poriën van haar huid. De 'levende dauwdruppels' werden door de bomen opgevangen en de wind verzamelde ze tot één massa. Soma (de maan) bracht de bol tot rijpheid en het nam in grootte toe, tot er het meisje Mârishâ uit geboren werd. Volgens Blavatsky staat Kandu voor het eerste Ras, is Pramlochâ de hindoese Lilith en Mârishâ 'een symbool van het tweede Ras van de mensheid' (de Hyperboreeërs van het continent Hyperborea).

#### Locatie
Blavatsky beschreef Lemurië als een hoefijzervormig continent, van de Grote Oceaan westwaarts naar de Atlantische Oceaan, 'waarvan het ene eind, het oostelijke, dat veel noordelijker dan Noord-Cornwallis lag, Groenland omvatte, en het andere de Beringstraat als een stuk binnenland omsloot en in zijn natuurlijke loop zuidwaarts omboog en zich tot aan de Britse eilanden uitstrekte, die in die tijd precies onder de onderste boog van de halve cirkel moeten hebben gelegen.'

Men moet bedenken dat het Lemurië dat diende tot bakermat van het derde Wortelras, niet alleen een uitgestrekt gebied in de Grote en Indische Oceaan omvatte, maar zich in de vorm van een hoefijzer uitstrekte voorbij Madagascar, rond 'Zuid-Afrika' (toen slechts een brokstuk in wording), door de Atlantische Oceaan tot Noorwegen toe. De laag van het grote Engelse zoetwaterbekken dat het Wealden wordt genoemd - dat elke geoloog beschouwt als de monding van een vroegere grote rivier - is de bedding van de belangrijkste stroom die in het Secundair [het tijdvak zoals die in de 19e eeuw geschat werd, was bij Blavatsky de Lemurische periode, het Tertiair de Atlantische periode] zorgde voor de afwatering van noordelijk Lemurië.
Er kan geen treffender bevestiging van onze bewering worden gegeven dan door het feit, dat de VERHOOGDE RUG in het Atlantische bekken, 9000 voet hoog, vanaf een punt bij de Britse eilanden tot twee tot drieduizend mijl naar het zuiden loopt, eerst afbuigt in de richting van Zuid-Amerika, dan bijna rechthoekig ombuigt en verder gaat in ZUIDOOSTELIJKE richting naar de kust van Afrika, vanwaar hij in zuidelijke richting zijn weg vervolgt naar Tristan da Cunha. Deze rug is een overblijfsel van een Atlantisch continent en zou, als hij verder kon worden vervolgd, het bewijs opleveren van een onderzeese hoefijzervormige verbinding met een vroeger continent in de Indische Oceaan. (..) Het Atlantische deel van Lemurië was de geologische basis van wat bekend staat als Atlantis.
— Blavatsky, De Geheime Leer

#### Lanka
Terwijl het verzinken en de transformatie van Lemurië dicht bij de poolcirkel (Noorwegen) begonnen, beëindigde het derde Ras zijn loopbaan in Lanka, of liever op wat bij de Atlantiërs Lanka werd. Het kleine overblijfsel, dat nu bekendstaat als Ceylon, is het noordelijke hoogland van het oude Lanka, terwijl het reusachtige eiland van die naam in het Lemurische tijdperk' een enorm continent was:
Lemurië 'nam het hele gebied van de Himalaja in beslag, die het scheidde van de binnenzee, waarvan de golven stroomden over wat nu Tibet, Mongolië en de grote Shamo- (Gobi-) woestijn is; van Chittagong westwaarts tot Hardwar en naar het oosten tot Assam. Vandaar strekte het zich uit naar het zuiden over wat wij kennen als Zuid-India, Ceylon en Sumatra; dan omvatte het op zijn weg naar het zuiden Madagascar aan de rechterkant en Australië en Tasmanië aan de linkerkant en liep door tot enkele graden van de zuidelijke poolcirkel; dan strekte het zich van Australië, in die tijd een binnengebied van het moedercontinent, ver in de Stille oceaan uit, tot voorbij Rapa-nui (Teapy, of Paaseiland), dat nu op 26° zuiderbreedte en 110° westerlengte ligt.
— Blavatsky, De Geheime Leer

#### Paaseiland
Paaseiland zou een overblijfsel zijn van het grote verzonken continent Lemurië. 'Het Paaseiland (..) behoort tot de vroegste beschaving van het derde Ras.' Het Atlantische 'continent verhief zich tegelijkertijd met het verzinken van de equatoriale gedeelten van Lemurië. Eeuwen later verschenen enkele van de Lemurische overblijfselen opnieuw aan het oppervlak van de oceanen.' De Atlantiërs namen deze eilanden op bij hun landen en continenten. 'Sommige Atlantiërs hebben op deze manier ook bezit genomen van Paaseiland; zij waren ontsnapt aan de ramp die hun eigen land overkwam en vestigden zich op dat overblijfsel van Lemurië, maar alleen om daar om te komen toen het in één dag door vulkanisch vuur en lava werd vernietigd.'

#### Goddelijke dynastieën
De voorouders van de oudste volken van de wereld werden 'bestuurd door GODDELIJKE DYNASTIEËN, d.i. koningen en heersers die van de sterfelijke mens alleen zijn lichamelijke uiterlijk hadden zoals dat toen was; zij waren echter wezens uit sferen die hoger en hemelser zijn dan onze sfeer pas over lange manvantara's zal zijn.' Met de komst van de goddelijke dynastieën begonnen de eerste beschavingen. Terwijl een deel van de mensheid een nomadisch en patriarchaal leven leidde en wilden ternauwernood hadden geleerd een vuur aan te leggen, bouwden hun broeders steden, onder leiding van hun goddelijke heersers en 'geholpen door de goddelijke intelligentie die hen bezielde' en ontwikkelden kunsten en wetenschappen. De Lemuriërs bouwden 'in hun zesde onderras hun eerste steden uit steen en lava.' Ze bouwden een grote stad met een primitieve structuur geheel van lava, 'ongeveer dertig mijl ten westen van de plaats waar zich nu het smalle stuk onvruchtbare grond van het Paaseiland uitstrekt.' De stad 'werd door een reeks vulkanische uitbarstingen volledig verwoest. De oudste overblijfselen van cyclopische gebouwen waren alle het werk van de Lemuriërs van de laatste onderrassen.' De eerste grote steden verschenen in wat nu Madagaskar heet.

#### Shambhala
De 'hiërarchie van uitverkorenen' of 'zonen van de vuurnevel' van Lemurië, 'het mooie kind van het Witte Eiland (het oorspronkelijke Sveta-dwipa)', vonden een schuilplaats op 'het heilige eiland (nu het 'legendarische' Shamballah in de Gobi-woestijn)'.

#### Tijdsperiode
Blavatsky plaatste deze beschaving van Lemurië in een Secundair (Trias, Jura en Krijt), die volgens haar van grofweg 45.760.000 tot 8.960.000 jaar geleden (gedurende 36.800.000 jaar) bloeide. Het werd tijdens het Devoon, Carboon en Perm van het Primair voorafgegaan door het continent Hyperborea en gevolgd door het Tertiair, de 'Atlantische periode'.

#### Ondergang
Door 'het afnemen van de omwentelingssnelheid van de aarde deelde het reusachtige continent van Lemurië zich op in kleinere delen.
Lemurië zou ten onder zijn gegaan 'door een reeks onderaardse schokken en het openbreken van de oceaanbodem.' Toen Lemurië door vuur verging bleef een deel boven water dat zou uitgroeien tot het continent Atlantis. Van Atlantis bleef uiteindelijk slechts een eiland over, Poseidonis, dat in 9564 v. Chr zou zijn vergaan.

### Scott-Elliot
De theosoof William Scott-Elliot schreef in 1896 The Story of Atlantis en in 1904 The Lost Lemuria, samen gebundeld in 1925 als The Story of Atlantis and the Lost Lemuria met vier kaarten van Atlantis en twee van Lemurië.